# طلوع آفتاب در بهشت
طلوع آفتاب در بهشت (به انگلیسی: Sunrise in Heaven) یک فیلم عاشقانه آمریکایی به کارگرانی ویمون بون محصول سال ۲۰۱۹ است.

## داستان
داستان فیلم در مورد دختری به نام جان است که پدرش فردی بسیار جنگ طلب و متخاصم است. با وجود اینکه پدر جان بسیار مراقب او است، اما جان عاشق یک خلبان نیروی هوایی به نام استیو می‌شود. این فیلم یک داستان عشقی واقعی را روایت می‌کند که در نهایت با پایانی تلخ تمام می‌شود.